# 上杉宏樹
上杉 宏樹（うえすぎ ひろき、1972年9月17日 - ）は、北海道出身の元スキージャンプ選手。父は元ノルディック複合全日本チーム監督の上杉尹宏。

## 略歴・人物
東海大四高卒業後北海道東海大学へ進学、雪印乳業へ就職。
同学年に葛西紀明や吹田幸隆がいる。
- 1993年冬季ユニバーシアード（ポーランド　ザコパネ）ジャンプ代表。
- 1995年冬季ユニバーシアード（スペイン　ハカ）ジャンプ個人　銅メダル、ジャンプ団体銀メダル。
- 1997年1月21日（火曜日）第52回北海道スキー選手権大会優勝。
- 1999年3月引退。